# Adriano Ferreira Pinto
Adriano Ferreira Pinto (Quinta do Sol, 10 dicembre 1979) è un calciatore brasiliano con cittadinanza italiana, centrocampista dell'Almè.

## Biografia
Nato in una famiglia poverissima, Ferreira Pinto rimane orfano di padre all'età di quindici anni e a diciotto si guadagna da vivere raccogliendo pomodori e lavorando come muratore. 
Una volta giunto in Italia, conosce Marianna, che sposa il 7 giugno 2009 a Lanciano. Nell'aprile del 2010 diventa padre di José Carlos.
Il 12 aprile 2011 esce "Volevo solo giocare a calcio", biografia scritta con Pierdomenico Baccalario. I proventi del libro sono stati devoluti in beneficenza.

## Caratteristiche tecniche
È un'ala destra dalla grande forza fisica, che copre e spinge fino alla porta avversaria.

## Carriera

### Club

#### Inizi in Brasile e approdo in Italia
Pur non avendo mai frequentato una scuola calcio, nel 1999 sostiene e supera un provino con l'União São João, riuscendo a marcare 28 reti nella sua prima stagione da professionista, in Serie C. Le buone prestazioni gli valgono la chiamata di un club europeo, lo Standard Liegi, ma al momento della firma il giocatore torna sui suoi passi rompendo anche con la sua precedente squadra.
Divenuto proprietario del proprio cartellino, nel 2001 viene tesserato dal Lanciano, club militante in Serie C1 dove è rimasto fino all'agosto del 2004, giocando 71 partite e segnando 15 reti.
Nella stagione 2004-2005 passa al Perugia ed esordisce in Serie B l'11 settembre 2004 nella partita Perugia-Crotone, in questo campionato colleziona 38 presenze con 8 reti segnate.
L'anno successivo si trasferisce al Cesena in seguito al fallimento del club umbro, e sempre in Serie B, si mette in luce con 39 presenze e 11 reti.

#### Atalanta
Nell'estate del 2006 viene acquistato dall'Atalanta ritrovando il suo vecchio allenatore ai tempi di Perugia, Stefano Colantuono. Con la maglia nerazzurra fa il suo esordio nella massima serie il 10 settembre 2006 nella partita Atalanta-Ascoli e segna il suo primo gol in Atalanta-Messina 3-2 del 10 dicembre 2006 (rete del momentaneo 2-0 per i bergamaschi). Durante questa sua prima stagione bergamasca è quasi sempre titolare ma le prestazioni saranno caratterizzate da alti e bassi. A fine campionato totalizza 33 presenze condite da 2 gol.

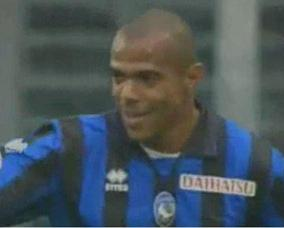
Ferreira Pinto con la maglia dell'Atalanta nel 2009

L'anno successivo disputa un campionato decisamente migliore, anche per effetto del gioco creato dal nuovo allenatore Luigi Delneri che valorizza molto i giocatori sugli esterni: difatti Ferreira Pinto realizza 4 reti in campionato e diversi assist che hanno causato l'interessamento di diversi club al suo cartellino. Conclude il campionato disputando tutti i 38 incontri in programma, sempre schierato da titolare (unico giocatore di movimento del campionato sempre presente nell'11 iniziale).
La stagione 2008-2009 lo vede protagonista di un buon girone di andata, al pari delle prestazioni della squadra, in cui mette a segno 3 reti. Tuttavia la sua stagione si conclude alla 27º giornata per via di un infortunio occorso durante un intervento di gioco che gli ha causato la lesione del crociato anteriore. Alla fine le presenze in campionato saranno 26 con 3 gol segnati.
Il rientro ufficiale avviene il 22 novembre 2009 nella partita Siena-Atalanta, valida per la 13ª giornata della Serie A. Inizialmente non viene preso molto in considerazione dall'allora mister orobico Conte, tanto da far pensare ad una sua cessione nella sessione invernale del mercato. Con il cambio di allenatore, Ferreira Pinto ritrova spazio nell'undici titolare scongiurando la sua possibile partenza. Il 7 marzo arriva il suo primo gol stagionale, siglato nello scontro diretto contro il Livorno al quale seguiranno le marcature contro Siena e Fiorentina.
Al termine della stagione, conclusa con la retrocessione tra i cadetti, prolunga il contratto con i bergamaschi fino a giugno 2013.
Il 6 agosto il giocatore è stato sottoposto ad un nuovo intervento di pulizia al ginocchio che fu operato l'anno prima, in seguito ad una nuova ricaduta durante gli allenamenti estivi. Lo stop costringe il giocatore a saltare la prima parte di stagione. Dopo la riabilitazione, al fine di trovare la miglior condizione, torna a giocare una partita ufficiale con la formazione Primavera nell'incontro del 13 novembre 2010 valido per la nona giornata del Campionato di categoria vinto per 1-0 contro il L.R. Vicenza. La settimana seguente gli vengono concessi qualche minuto nella partita contro il Crotone, sancendo il suo esordio stagionale. Segna i suoi primi gol della stagione il 26 marzo, nella partita che ha visto l'Atalanta affrontare il Padova, portando a termine una bella azione corale, e il sabato successivo contro la Triestina. Conclude la stagione con 19 presenze (tutte in campionato) e con la vittoria del campionato cadetto.
Gioca un altro anno e mezzo con la maglia neroazzurra, in cui però disputa solo 6 partite in Serie A.

#### Varese e Lecce
Il 30 gennaio 2013 viene ceduto a titolo definitivo al Varese, club di Serie B per il quale firma un contratto di sei mesi con opzione per un altro anno. Fa il suo esordio con la squadra biancorossa il 2 febbraio, quando parte da titolare nella partita vinta per 2-0 contro il Modena.
Il 2 settembre 2013 passa a titolo definitivo al Lecce, club di Lega Pro Prima Divisione, nell'operazione che ha portato il centrocampista Luigi Falcone a Varese in prestito con diritto di riscatto. Il giocatore ha firmato un contratto dalla durata annuale con opzione. Debutta con la maglia giallo-rossa l'8 settembre seguente, giocando da titolare nella partita Lecce-L'Aquila. Il 27 ottobre 2013 segna il primo gol coi salentini nella partita Ascoli-Lecce (2-5). A fine stagione il suo contratto non viene rinnovato, rimanendo così svincolato.

#### Pontisola
A fine settembre 2014, Ferreira Pinto si accorda con il Ponte San Pietro, società di Serie D. Il 12 ottobre 2014, segna il suo primo gol con la maglia del club bergamasco nella sconfitta per 3-1 contro l'Inveruno.
Nel corso delle stagioni, diventa il capitano e una bandiera della squadra, e nel settembre del 2023 raggiunge le 300 presenze con la maglia dei Blues.

## Statistiche

### Presenze e reti nei club
Statistiche aggiornate al 30 giugno 2024.
| Stagione                | Squadra                 | Campionato              | Campionato | Campionato | Coppe nazionali | Coppe nazionali | Coppe nazionali | Coppe continentali | Coppe continentali | Coppe continentali | Altre coppe | Altre coppe | Altre coppe | Totale | Totale |
| Stagione                | Squadra                 | Comp                    | Pres       | Reti       | Comp            | Pres            | Reti            | Comp               | Pres               | Reti               | Comp        | Pres        | Reti        | Pres   | Reti   |
| ----------------------- | ----------------------- | ----------------------- | ---------- | ---------- | --------------- | --------------- | --------------- | ------------------ | ------------------ | ------------------ | ----------- | ----------- | ----------- | ------ | ------ |
| 1999                    | União São João          | A1/SP+B                 | 1          | 0          | -               | -               | -               | -                  | -                  | -                  | -           | -           | -           | 1      | 0      |
| 2000                    | União São João          | A1/SP+CJH               | 34         | 28         | -               | -               | -               | -                  | -                  | -                  | -           | -           | -           | 34     | 28     |
| 2001                    | União São João          | A1/SP+B                 | 0          | 0          | -               | -               | -               | -                  | -                  | -                  | -           | -           | -           | 0      | 0      |
| Totale União São João   | Totale União São João   | Totale União São João   | 35         | 28         |                 | -               | -               |                    | -                  | -                  |             | -           | -           | 35     | 28     |
| mar. 2002               | Lanciano                | C1                      | 6          | 0          | CI-C            | 0               | 0               | -                  | -                  | -                  | -           | -           | -           | 6      | 0      |
| 2002-2003               | Lanciano                | C1                      | 33         | 4          | CI+CI-C         | 3+?             | 3+?             | -                  | -                  | -                  | -           | -           | -           | 36     | 7      |
| 2003-2004               | Lanciano                | C1                      | 32         | 11         | CI-C            | ?               | ?               | -                  | -                  | -                  | -           | -           | -           | 32     | 11     |
| Totale Lanciano         | Totale Lanciano         | Totale Lanciano         | 71         | 15         |                 | 3               | 3               |                    | -                  | -                  |             | -           | -           | 74     | 18     |
| ago. 2004-2005          | Perugia                 | B                       | 38+4       | 8+0        | CI              | 1               | 0               | -                  | -                  | -                  | -           | -           | -           | 43     | 8      |
| 2005-2006               | Cesena                  | B                       | 39+2       | 11+0       | CI              | 2               | 0               | -                  | -                  | -                  | -           | -           | -           | 43     | 11     |
| 2006-2007               | Atalanta                | A                       | 33         | 2          | CI              | 3               | 0               | -                  | -                  | -                  | -           | -           | -           | 36     | 2      |
| 2007-2008               | Atalanta                | A                       | 38         | 4          | CI              | 0               | 0               | -                  | -                  | -                  | -           | -           | -           | 38     | 4      |
| 2008-2009               | Atalanta                | A                       | 26         | 3          | CI              | 2               | 0               | -                  | -                  | -                  | -           | -           | -           | 28     | 3      |
| 2009-2010               | Atalanta                | A                       | 23         | 3          | CI              | 1               | 0               | -                  | -                  | -                  | -           | -           | -           | 24     | 3      |
| 2010-2011               | Atalanta                | B                       | 19         | 2          | CI              | 0               | 0               | -                  | -                  | -                  | -           | -           | -           | 19     | 2      |
| 2011-2012               | Atalanta                | A                       | 7          | 0          | CI              | 0               | 0               | -                  | -                  | -                  | -           | -           | -           | 7      | 0      |
| 2012-gen. 2013          | Atalanta                | A                       | 0          | 0          | CI              | 0               | 0               | -                  | -                  | -                  | -           | -           | -           | 0      | 0      |
| Totale Atalanta         | Totale Atalanta         | Totale Atalanta         | 146        | 14         |                 | 6               | 0               |                    | -                  | -                  |             | -           | -           | 152    | 14     |
| gen.-giu. 2013          | Varese                  | B                       | 18         | 0          | -               | -               | -               | -                  | -                  | -                  | -           | -           | -           | 18     | 0      |
| ago.-set. 2013          | Varese                  | B                       | 2          | 0          | CI              | 1               | 0               | -                  | -                  | -                  | -           | -           | -           | 3      | 0      |
| Totale Varese           | Totale Varese           | Totale Varese           | 20         | 0          |                 | 1               | 0               |                    | -                  | -                  |             | -           | -           | 21     | 0      |
| set. 2013-2014          | Lecce                   | 1D                      | 23+4       | 2+1        | CI+CI-LP        | 0+2             | 0               | -                  | -                  | -                  | -           | -           | -           | 29     | 3      |
| 2014-2015               | Ponte San Pietro        | D                       | 28         | 7          | CI-D            | 3               | 2               | -                  | -                  | -                  | -           | -           | -           | 32     | 8      |
| 2015-2016               | Ponte San Pietro        | D                       | 34+1       | 9+1        | CI-D            | 1               | 0               | -                  | -                  | -                  | -           | -           | -           | 36     | 10     |
| 2016-2017               | Ponte San Pietro        | D                       | 32         | 7          | CI-D            | 1               | 0               | -                  | -                  | -                  | -           | -           | -           | 33     | 7      |
| 2017-2018               | Ponte San Pietro        | D                       | 36+1       | 16+0       | CI-D            | 2               | 1               | -                  | -                  | -                  | -           | -           | -           | 39     | 17     |
| 2018-2019               | Ponte San Pietro        | D                       | 34         | 11         | CI-D            | 2               | 0               | -                  | -                  | -                  | -           | -           | -           | 36     | 11     |
| 2019-2020               | Ponte San Pietro        | D                       | 23         | 6          | CI-D            | 0               | 0               | -                  | -                  | -                  | -           | -           | -           | 23     | 6      |
| 2020-2021               | Ponte San Pietro        | D                       | 32         | 7          | -               | -               | -               | -                  | -                  | -                  | -           | -           | -           | 32     | 7      |
| 2021-2022               | Ponte San Pietro        | D                       | 37         | 11         | CI-D            | 4               | 0               | -                  | -                  | -                  | -           | -           | -           | 41     | 11     |
| 2022-2023               | Ponte San Pietro        | D                       | 30         | 4          | CI-D            | 1               | 0               | -                  | -                  | -                  | -           | -           | -           | 31     | 4      |
| 2023-2024               | Ponte San Pietro        | D                       | 25         | 2          | CI-D            | 2               | 0               | -                  | -                  | -                  | -           | -           | -           | 27     | 2      |
| Totale Ponte San Pietro | Totale Ponte San Pietro | Totale Ponte San Pietro | 312+2      | 79+1       |                 | 16              | 3               |                    | -                  | -                  |             | -           | -           | 330    | 83     |
| Totale carriera         | Totale carriera         | Totale carriera         | 696        | 162        |                 | 28              | 6               |                    | -                  | -                  |             | -           | -           | 724    | 168    |

## Palmarès

### Club

#### Competizioni nazionali
- Campionato italiano di Serie B: 1

Atalanta: 2010-2011